# 라모의 조카

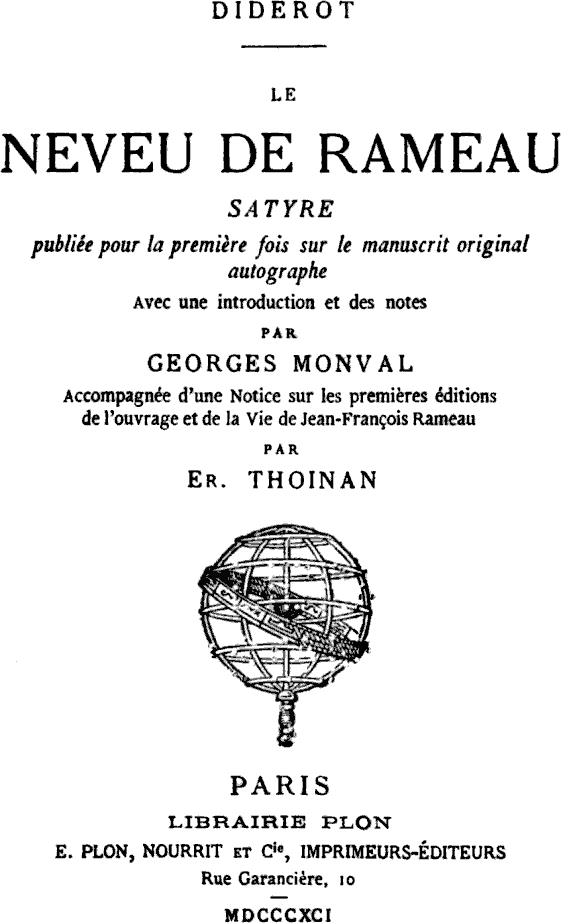

《라모의 조카》(Le Neveu de Rameau, ou La Satire seconde)는 철학자, 문학가인 드니 디드로의 철학적 소설이다. 여기서 라모는 장필리프 라모를 모델로 삼은 것이다.
어느 철학자(디드로 자신)와 시니컬한 방랑 음악가인 장 프랑수아 라모(유명한 음악가 라모의 조카)의 기지(機知)가 넘치는 대화이다. 몸짓 손짓을 섞어 익살스러운 말 가운데 예술·사상·도덕 등의 날카로운 고찰이 포함되었고 또 현실사회의 통렬한 비판과 풍자가 있다.
당시 백과전서파의 강력한 논적(論敵)인 파리소와 프레롱 부자(父子)를 내리치고 더욱이 권력자와 부자가 물심양면으로 부패 타락한 점을 리얼하게 묘사하여 혁명 전 프랑스 사회의 선명한 풍속화가 되고 있다. 그러나 ‘미치광이 라모’로 불렸던 실재의 인물을 개성적인 전형적 인물로 형상화한 데에 성공한 이 소설은 작자의 생전에 출판되지 못하고 괴테의 독일어 번역판에 의해 알려져 있다가 19세기 말에 자필 원고가 헌 책방에서 발견되었다.